# Bahnhof Freyburg (Unstrut)

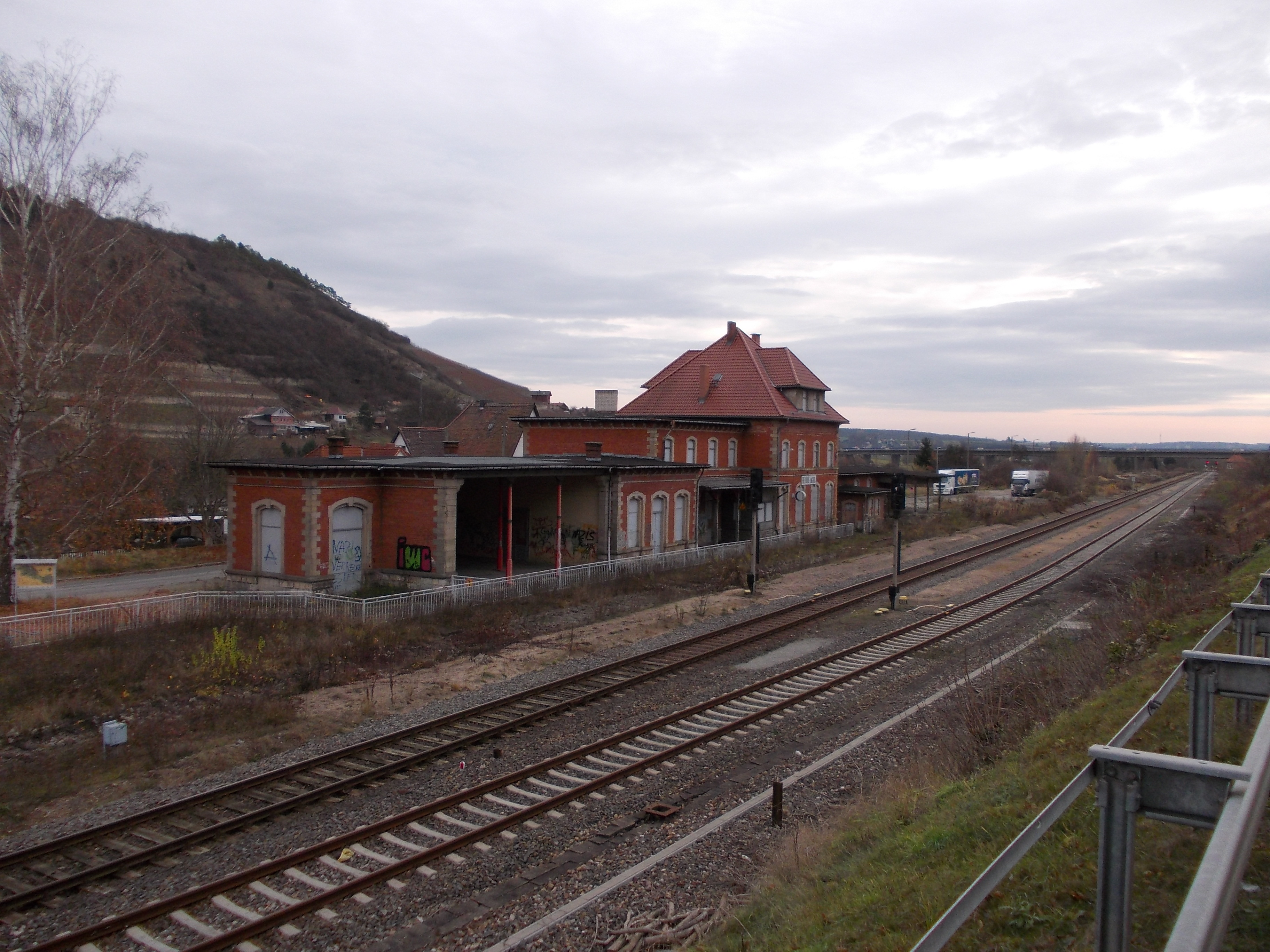
Nach dem Rückbau der Anlagen liegen im Bahnhof nur noch die zwei Kreuzungsgleise (2012)

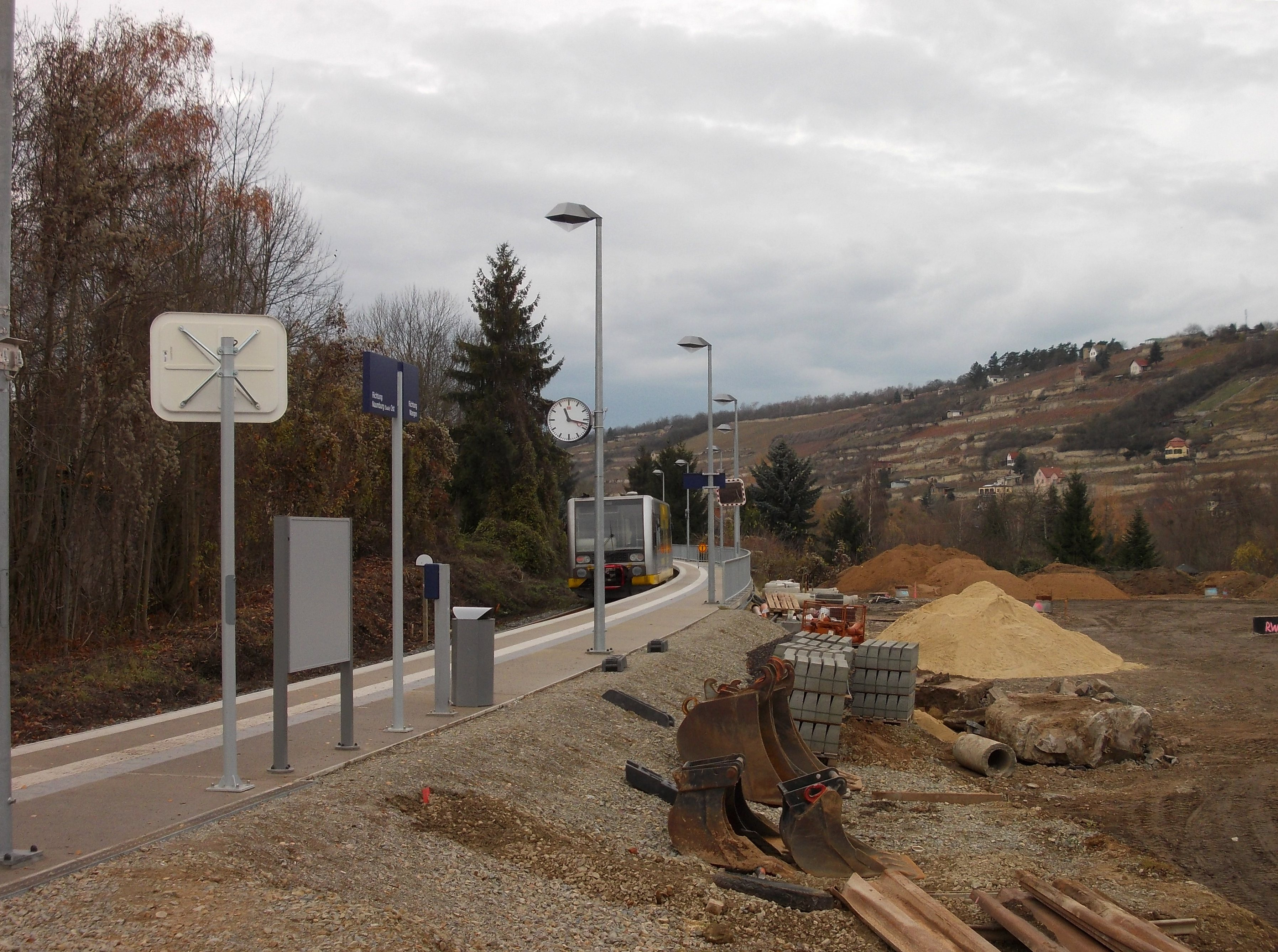
Bau der neuen Bushaltestelle (2012)

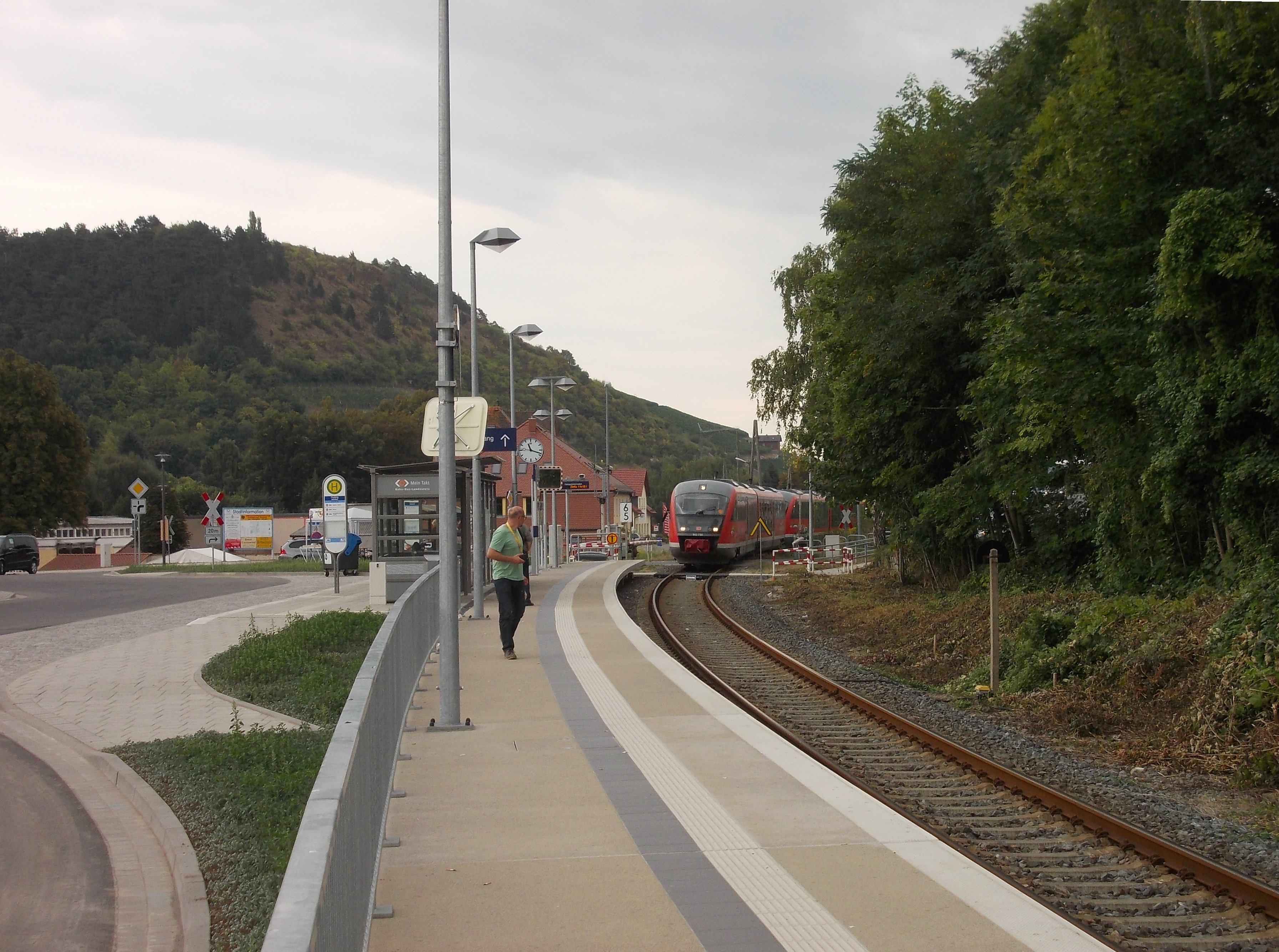
Neuer Bahnsteig am Streckenkilometer 6,5 (2013)

Der Bahnhof Freyburg (Unstrut) ist der Bahnhof der Stadt Freyburg (Unstrut) im Burgenlandkreis. 1889 ging er in Betrieb. Im Güterverkehr spielte er für örtliche Unternehmen eine wichtige Rolle. Die Reiseverkehrsanlagen wurden 2012 um 300 Meter zum Streckenkilometer 6,5 verschoben, wo eine Schnittstelle zum Regionalbusverkehr entstand. Das Empfangsgebäude steht unter Denkmalschutz.

## Geschichte
Am 1. Oktober 1889 ging die Strecke von Naumburg (Saale) nach Artern in Betrieb. Aufgrund des regen Verkehrs wurden immer mehr zusätzliche Weichen und Gleise ergänzt. Auch mehr Bahnpersonal wurde notwendig. 1909 wurde am Stellwerk angebaut. Einheimische Unternehmer nutzen vor allem die Eisenbahn als Transportmittel. Wichtige Güterkunden waren die Rotkäppchen Sektkellerei, die Kalkwerke Flemmig und die zu Zeiten der DDR die Bäuerliche Handelsgenossenschaft.
Im letzten Friedensfahrplan von 1914 fuhren zwischen Naumburg (Saale) und Lauche elf Zugpaare, von denen einer nach Rossleben und fünf nach Artern durchliefen. Im Jahre 1926 verkehrten zwischen Naumburg und Artern sechs bis sieben Zugpaare täglich, die etwa zwischen 5:00 Uhr und 24:00 Uhr fuhren. Damals trug der Bahnhof noch die Bezeichnung „Freyburg a. U.“ 1934 wurde erstmals eine Kleinlokomotive zum dortigen Rangierbetrieb eingesetzt.
Seit 1946 wurden im Freyburger Bahnhof großer Mengen Kies abgefertigt. 1957 handelte sich um mehr als 50 Wagen pro Tag. Jedes Jahr im Herbst wurden täglich 25–30 Wagen Zuckerrüben verladen. Auch der Viehtransport spielte eine große Rolle. 1956 wurden 266 Wagen zu den Schlachthöfen gebracht. Im Jahre 1964 wurden ungefähr 100 Kesselwagen mit Importweinen entladen. Bis 1990 passierten etwa 60 Züge am Tag den Bahnhof.
Im Zuge der umfangreichen Modernisierung der Unstrutbahn in den Jahren 2011/12 entstand für den Reiseverkehr ein neuer Bahnsteig in veränderter Lage, wobei 490.000 Euro investiert wurden. Nach einer längeren Sperrpause wurde der Betrieb zum 1. Februar 2012 wieder aufgenommen. Noch bis einschließlich zum 29. Februar hielten die Züge im alten Bahnhof in Freyburg. Am 1. März ging schließlich der neue Haltepunkt in Betrieb. Der alte Bahnhof wird seitdem nicht mehr für den Reiseverkehr genutzt, die Bahnsteige wurden abgebrochen. Die Stadt Freyburg errichtete eine neue ÖPNV-Schnittstelle, sodass sich direkt neben dem Haltepunkt eine Bushaltestelle befindet.
Freyburg ist regelmäßig das Ziel von dampf- oder dieselgeführten Sonderzügen, zum Beispiel des Rotkäppchen-Express oder der Sonderfahrten zum Winzerfest.

## Verkehrsanbindung
| Linie                    | Linienverlauf                                                | Takt (min) | EVU   |
| ------------------------ | ------------------------------------------------------------ | ---------- | ----- |
| RB 77                    | Naumburg Ost – Naumburg – Freyburg – Laucha – Nebra – Wangen | 060        | start |
| Stand: 15. Dezember 2024 |                                                              |            |       |

## Anlagenbeschreibung

### Empfangsgebäude
Das Empfangsgebäude erhielt 1909 ein neues Stockwerk für Wohnräume im Dachgeschoss. Im Empfangsgebäude gab es eine Bahnhofsgaststätte. Heute steht das leerstehende Gebäude unter Denkmalschutz.

### Sicherungstechnik
Am südlichen Bahnhofskopf befindet sich das Fahrdienstleiterstellwerk. Bis zum Umbau des Stellwerks auf Lichtsignaltechnik im Jahr 1980 gab es am nördlichen Bahnhofskopf ein Wärterstellwerk, das in einem Vorbau des Empfangsgebäudes untergebracht war. Wärterbuden gab es am nördlichen und südlichen Bahnhofskopf. Am beschrankten Bahnübergang An der Schleuse nahe dem heutigen Haltepunkt bestand ein Schrankenwärterposten. Das Fahrdienstleiterstellwerk ist noch in Betrieb, die Posten sind aufgelassen.

### Reiseverkehr
Die Personenverkehrsanlagen des Bahnhofs bestanden aus zwei Bahnsteigen. Ein Seitenbahnsteig lag am durchgehenden Hauptgleis (Gleis 2) in Höhe des Empfangsgebäudes, ein etwas versetzt liegender Zwischenbahnsteig befand sich zwischen Haupt- und Kreuzungsgleis (Gleis 3). Die Bahnsteige sind heute abgebaut.

### Güterverkehr
Für den Güterverkehr bestand Gleis 4, das westlichste Hauptgleis. Die Ortsgüteranlage befand sich an der Ostseite des Bahnhofs. parallel zum Streckengleis. Südlich des Empfangsgebäudes lagen nebeneinander der an das Empfangsgebäude angebaute Güterschuppen, Kopf- und Seitenrampe und die Ladestraße. Darüber hinaus war eine Gleiswaage, ein Lademaß und ein Überladekran vorhanden. Nach dem Zweiten Weltkrieg wurden für den Kiesverkehr parallel zur Ladestraße zwei lange Ladegleise gebaut.
Im Jahr 1913 erhielten die Kalkwerke Otto Flemmig einen Gleisanschluss, der bis 1978 von Freyburg aus bedient wurde und sich gegenüber dem Bahnsteig des neuen Haltepunkts befand. Auch zum Lagerhaus der BHV im Bahnhofsbereich bestand ein Anschlussgleis. Der Güterschuppen besteht noch, alle anderen Anlagen sind zurückgebaut.